# Iglesia de San Ignacio (Bogotá)
La Iglesia de San Ignacio es un templo religioso de culto católico bajo la advocación de San Ignacio de Loyola. Se encuentra localizada en Bogotá, Colombia, en el barrio La Candelaria sobre la Calle 10 entre Carrera Sexta y Carrera Séptima, en medio del Colegio Mayor de San Bartolomé y el Museo de Arte Colonial. Es administrada por la Compañía de Jesús. El templo fue construido por el padre y arquitecto italiano, Juan Bautista Coluccini, S.J.

## Historia

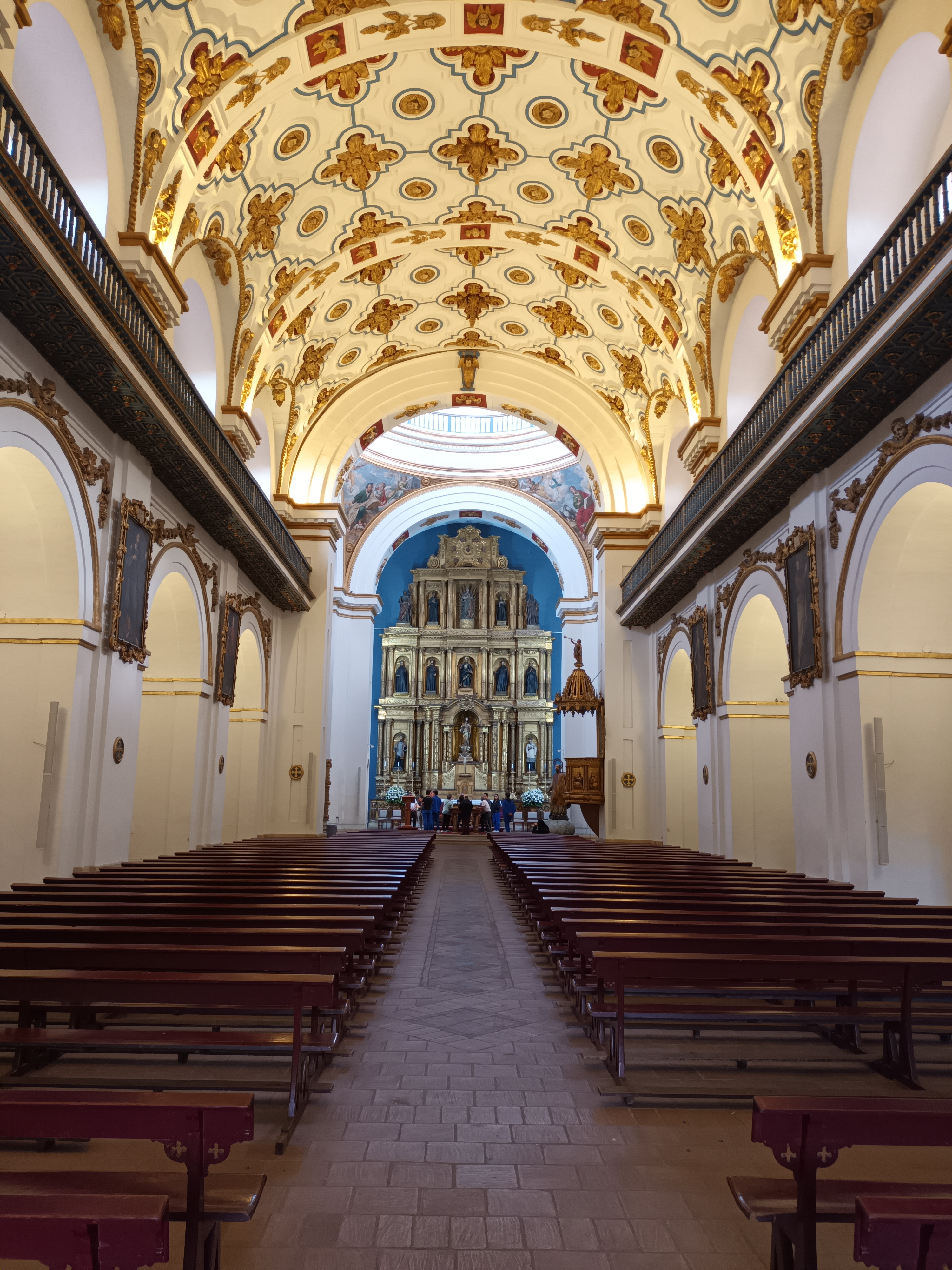
Nave central.

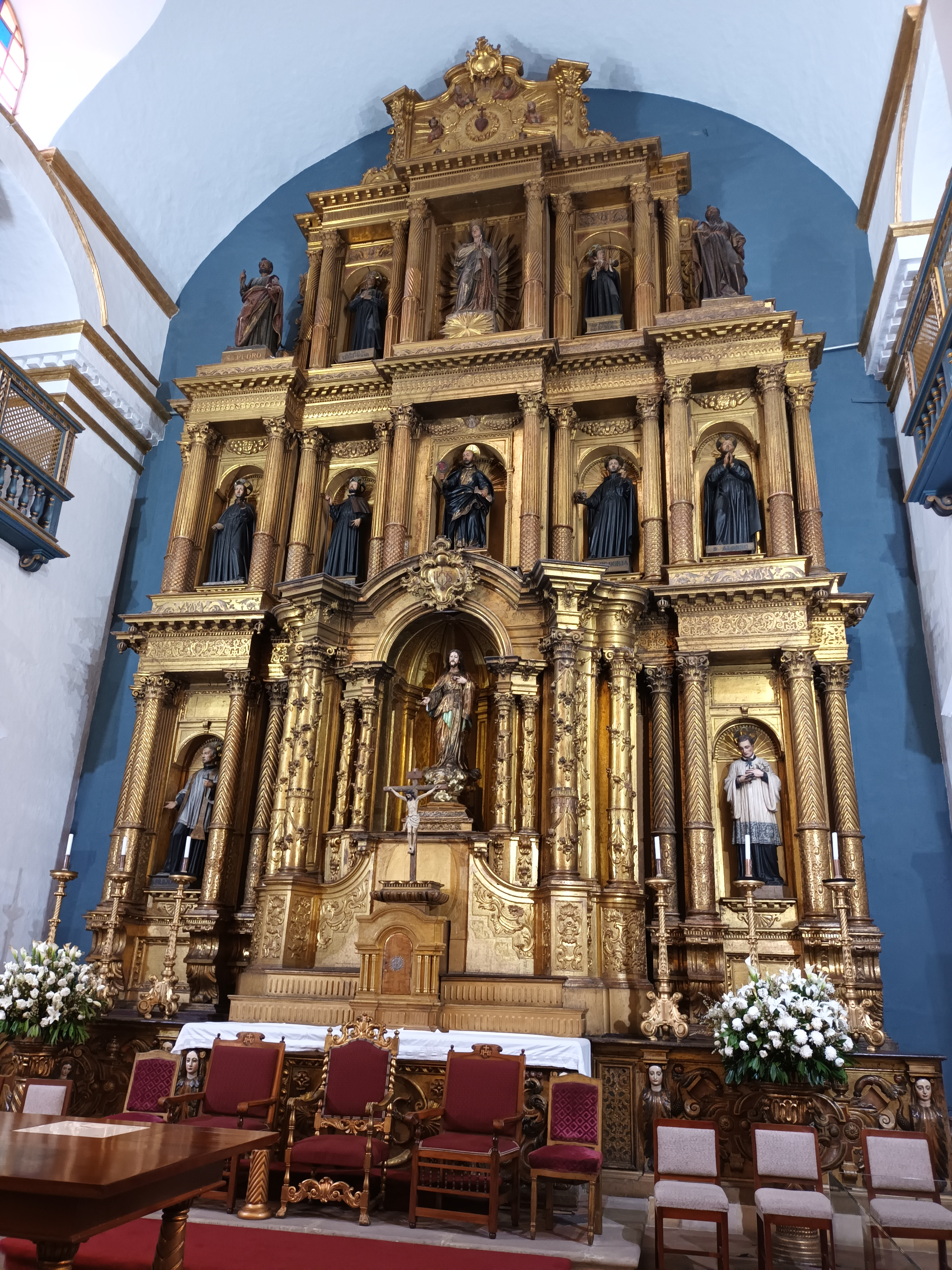
Retablo mayor.

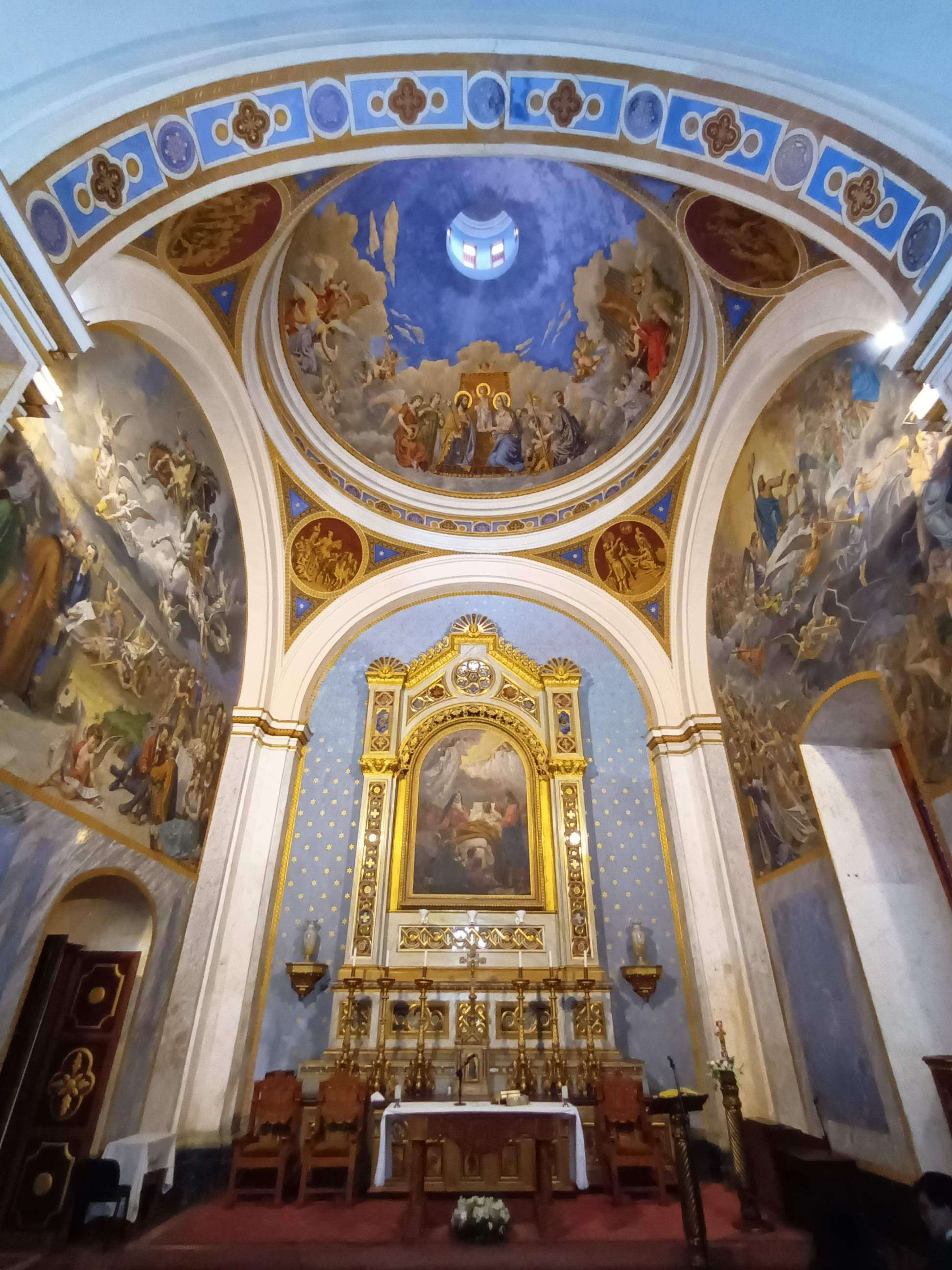
Capilla de San José

La primera piedra se puso en noviembre de 1610 y la construcción se finalizó en 1691. En 1635 la iglesia fue consagrada a San Ignacio de Loyola, el fundador de la Compañía de Jesús.
En 1763 un terremoto derribó la cúpula y su reconstrucción tomó muchos años. Durante el tiempo que duró la expulsión de los jesuitas del país, entre 1767 y 1891, la iglesia recibió el nombre de San Carlos en honor al rey Carlos III. Hasta la construcción de la actual catedral Primada, sirvió como vicecatedral, por su cercanía a la plaza mayor de la ciudad.
Tras los años que duraron los trabajos de restauración arquitectónica, dirigidos por el arquitecto Ernesto Moure y el Instituto Carlos Arbeláez Camacho de la Pontificia Universidad Javeriana de Bogotá, felizmente San Ignacio ha recobrado su esplendor y la capital ha recuperado uno de sus más queridos tesoros históricos.

## Arquitectura
Se afirma que para diseñar la iglesia de San Ignacio, el padre Coluccini se inspiró en el diseño de la iglesia del Gesù en Roma, que es la iglesia madre de la Compañía de Jesús.
Como esta, tiene una planta ocupada por una amplia nave central, capillas laterales, balcón corrido, crucero y cúpula. Su fachada comprende tres arcos con vanos, que corresponden al número de naves del edificio. Se ha relacionado su estilo con el de la basílica de San Andrés de Mantua, de tipo renacentista.
El templo se encuentra frente a la plazuela Rufino Cuervo, que la cierra por su extremo sur, componiendo un conjunto arquitectónico en el centro colonial de la ciudad.